# بريتاني أوغرادي
بريتاني أوغرادي (بالإنجليزية: Brittany O'Grady)‏ هي ممثلة أمريكية، ولدت في 1996 في مقاطعة أرلنغتون في الولايات المتحدة.

## وصلات خارجية
- الموقع الرسمي
- بريتاني أوغرادي على موقع IMDb (الإنجليزية)
- بريتاني أوغرادي على موقع ميتاكريتيك (الإنجليزية)
- بريتاني أوغرادي على موقع روتن توميتوز (الإنجليزية)
- بريتاني أوغرادي على موقع ميوزك برينز (الإنجليزية)
- بريتاني أوغرادي على موقع ديسكوغز (الإنجليزية)
- بريتاني أوغرادي على موقع قاعدة بيانات الفيلم (الإنجليزية)